# Iglesia de Santiago (Luna)
La iglesia de Santiago de la Corona se encuentra en el municipio de Luna, en la provincia de Zaragoza, comunidad autónoma de Aragón, España.

## Descripción

### Planta

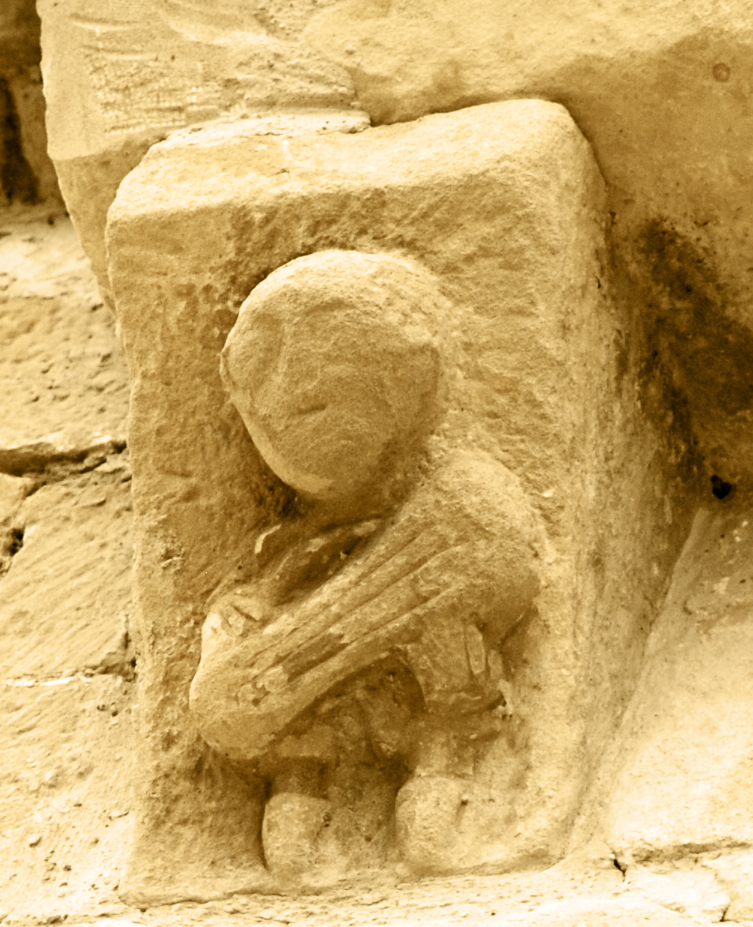
Canecillo en alero del muro Sur. Músico con organistrum.
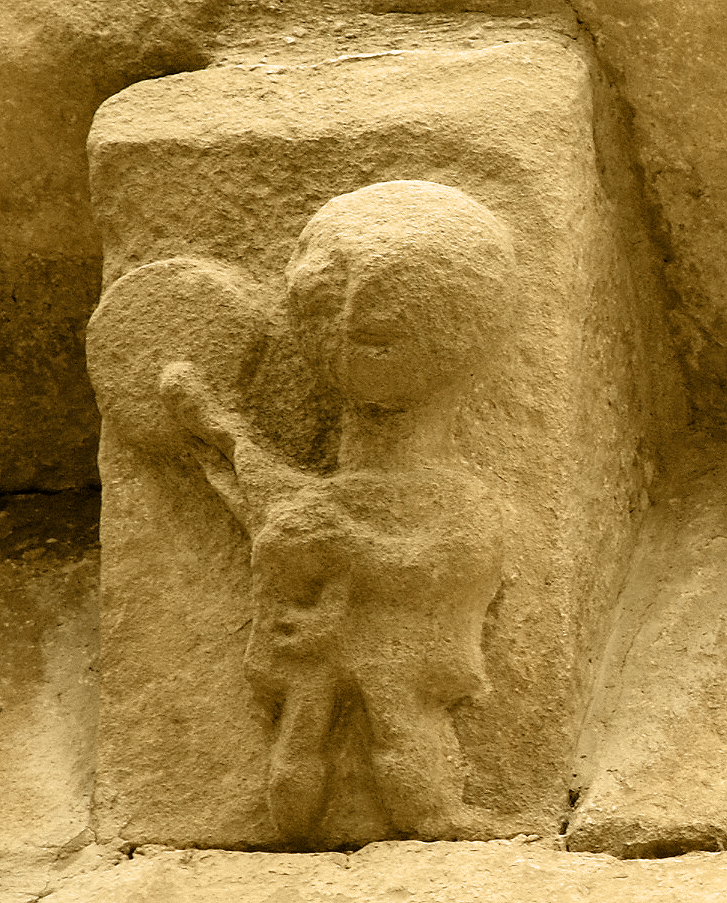
Canecillo en alero del muro Sur. Músico con pandereta.
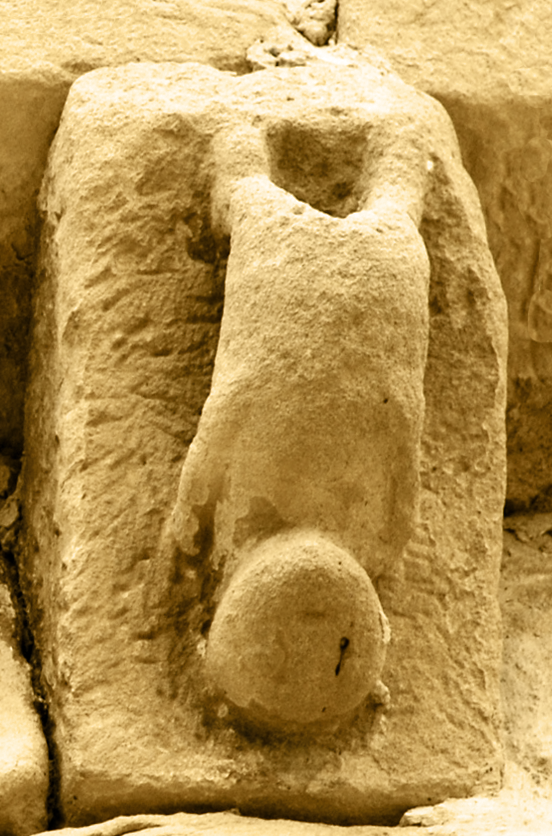
Canecillo en alero del muro Sur. contorsionista.

El templo presenta la orientación litúrgica habitual.
De estilo románico, siglo XII, su planta es rectangular de una sola nave, rematada por un ábside semicircular y una cripta (5) debajo del presbiterio.

Fue realizada con sillería de buena calidad, bien cortada y asentada en hiladas de gran regularidad.
La Nave (2) consta de cuatro tramos con arcos fajones y cubierta de bóveda de cañón apuntado, soportada por arcos fajones y contrafuertes que alcanzan la cornisa en la nave central y la capilla del lado de la Epístola; bóveda de horno en la capilla del Altar Mayor.

Está rematada por un Presbiterio (5) de tramo recto con bóveda de medio punto reforzada y Ábside (6) de bóveda de horno, con contrafuertes.

La cubierta del ábside se apoya en una cornisa con ajedrezado jaqués y canecillos historiados.

 Leyenda de la imagen
1. Pórtico Oeste; entrada.
2. Nave.
3. Capillas, s XVII.
4. Sacristía, s XVII.
5. Presbiterio, Cripta.
6. Capilla Mayor y Ábside.
7. Coro, s XVII.
8. Marcas de cantería.

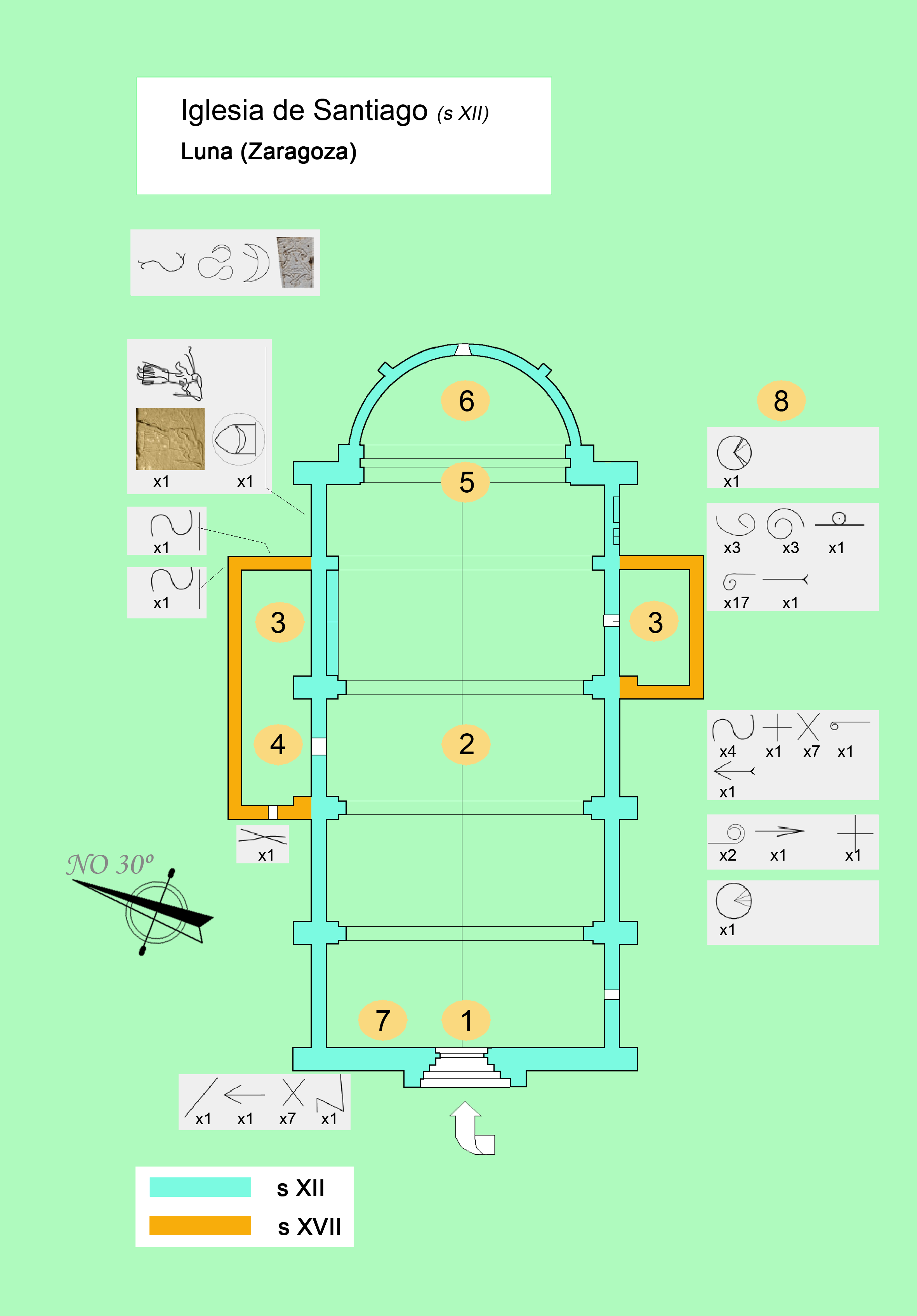
Aprox. a la planta de la iglesia.
Marcas de cantería.

La iluminación del templo consiste en cinco vanos aspillados, uno en el ábside, uno en el muro meridional tramo 2, y tres abocinados al exterior en el hastial oeste.
La entrada al templo se efectúa por el pórtico oeste (1) realizado en arco de medio punto y tres arquivoltas abocinadas apoyadas en impostas y jambas lisas. El conjunto sobresale ligeramente de la fachada.
En el siglo XVII, se añadieron dos capillas (3) laterales, la sacristía (4) y coro elevado (7) en el primer tramo.
Canecillos destacados:

En el Presbiterio, tramo recto del muro sur: 2 músicos, uno con un pequeño organistrum y otro con una pandereta; contorsionista.
En el Ábside, lado sureste: Águila.
- Canecillo en alero del muro Sur.
Músico con organistrum.
- Canecillo en alero del muro Sur.
Músico con pandereta.
- Canecillo en alero del muro Sur.
contorsionista.

### Marcas de cantería
Es notable la presencia de Marcas de cantería (8) en las zonas (ver planta):
Ábside, Sureste.
Presbiterio, Sur.
Presbiterio, Norte (grafitis).
Capilla del muro Norte.
Nave, muro Sur, tramos 1,2,3,4.
Contrafuerte en esquina Noroeste.
• El templo fue declarado Monumento Nacional el 20 de julio de 1974.